# Consejería de Medio Ambiente y Rural, Políticas Agrarias y Territorio
La Consejería de Medio Ambiente y Rural, Políticas Agrarias y Territorio es una consejería que forma parte de la Junta de Extremadura. Su actual consejera y máximo responsable es Begoña García Bernal. Esta consejería aúna las competencias autonómicas en materia de agricultura y ganadería, desarrollo rural, medio ambiente, Administración Local e interior y ordenación del territorio, urbanismo y transportes.
Tiene su sede en la Avenida Luis Ramallo de la capital extremeña.

## Estructura Orgánica
- Consejera: Begoña García Bernal
- Secretaría General
  - Servicio de Planificación y Coordinación
  - Servicio de Gestión Económica y Presupuestaria
  - Servicio de Contratación
  - Servicio de Auditoría Interna
  - Servicio de Gestión de Recursos Humanos
  - Servicio de Coordinación del Organismo Pagador
  - Unidad de Automatización y Coordinación Jurídica
- Dirección General de Agricultura y Ganadería
  - Servicio de Producción Agraria
  - Servicio de Calidad Agropecuaria y Alimentaria
  - Servicio de Sanidad Vegetal
  - Servicio de Sanidad Animal
  - Servicio de Información Agraria
- Dirección General de Política Agraria Comunitaria
  - Servicio de Ayudas y Regulación de Mercados
  - Servicio de Gestión de Solicitud Única y Explotaciones Agrarias
  - Servicio de Ayudas Sectoriales
  - Servicio de Ayudas Complementarias
  - Servicio de Ayudas Estructurales
  - Servicio de Incentivos Agroindustriales
- Dirección General de Medio Ambiente
  - Servicio de Conservación de la Naturaleza y Áreas Protegidas
  - Servicio de Ordenación y Gestión Forestal
  - Servicio de Recursos Cinegéticos y Piscícolas
  - Servicio de Prevención y Extinción de Incendios
  - Servicio de Protección Ambiental
- Secretaría General de Desarrollo Rural y Territorio
  - Servicio de Planificación de Desarrollo Rural y Territorio
  - Servicio de Diversificación y Desarrollo Rural
  - Servicio de Formación del Medio Rural
  - Servicio de Regadíos y Coordinación de Desarrollo Rural
  - Servicio de Infraestructuras Rurales
- Dirección General de Administración Local
  - Servicio de Administración Local
  - Servicio de Cooperación Económica con las Entidades Locales
- Dirección General de Urbanismo y Ordenación del Territorio
  - Servicio de Urbanismo
  - Servicio de Ordenación del Territorio
- Dirección General de Transporte
  - Servicio de Transportes
  - Servicio de Inspección Técnica de Vehículos
- Dirección General de Emergencias y Protección Civil
  - Servicio de Interior y Protección Civil
  - Servicio de Administración General
  - Academia de Seguridad Pública de Extremadura
  - Centro de Urgencias y Emergencias 112 de Extremadura

## Organismos dependientes
- Centro de Urgencias y Emergencias 112 de Extremadura
- Academia de Seguridad Pública de Extremadura